# War and Peace: 1796–1815
War and Peace: 1796—1815 (с англ. — «Война и мир: 1796–1815») — компьютерная глобальная стратегия в реальном времени, созданная французской компанией Microïds и вышедшая в 2002 году. В Северной Америке она была выпущена 29 августа 2002, в Европе — 21 ноября 2002. В России поступила в продажу 24 октября 2003 года в переводе 1С. Игра посвящена Наполеоновским войнам: игроку предстоит возглавить одну из шести Великих держав — Францию, Англию, Пруссию, Австрию, Россию или Османскую империю и сокрушить своих противников, захватывая города. Любой сценарий в любой миссии сводится к захвату хотя бы одного города (условия определяет игрок).

## Игровой процесс

### Условия миссий
Игрок может выступать как глава одного из шести крупных государств: Франция (синий цвет), Англия (красный), Пруссия (чёрный), Австрия (белый), Россия (зелёный) и Османская империя (жёлтый). В мире есть также множество малых государств (оранжевый), но за них играть нельзя. По умолчанию все малые государства враждебны шести большим державам. Конечная цель игры сводится к захвату ряда городов. Есть три типа игры:
- Завоевание мира: захватить определённое количество городов (число устанавливает игрок).
- Имперская война: уничтожить полностью любое государство, не оставив ни одного города в его владении.
- Захват столицы: захватить вражескую столицу, чтобы государство мгновенно было аннексировано.

Номинальные владения государств и расстановка войск зависят от сценария. Есть восемь исторических кампаний по числу антифранцузских коалиций, в каждой из них можно сыграть за одно из шести государств: каждая из исторических кампаний посвящена войнам антифранцузской коалиции. Также есть две вымышленные кампании: «Империя или ничего» (у каждой страны только один город в виде столицы и небольшая армия) и «Гроза над миром» (альтернативная история, в которой Французская революция была уничтожена в зародыше; войск на начало игры у больших держав нет). Перед началом каждой миссии предлагается исторический брифинг, который описывает текущую политическую и военную ситуацию для выбранной игроком страны.

### Интерфейс
Игрок управляет своей страной в реальном времени на глобальной карте, на которой расположено 183 города. Новые города нельзя строить, но можно захватывать уже существующие. В каждом городе можно строить здания, приносящие ту или иную пользу: от зданий, приносящих ресурсы, до зданий для производства войск. Города делятся на маленькие (квадратной формы, два здания), средние (небольшой восьмиугольник, три здания) и крупные (большой восьмиугольник, пять зданий). Город может быть передан другой стране путём дипломатической сделки, вооружённого захвата или поднятого шпионом мятежа. При нападении город будет отстреливаться из крепостных орудий: если все его укрепления рухнут, то он перейдёт к противнику.
У каждой страны есть столица: если игрок потеряет столицу, он проиграет мгновенно. Также он потерпит поражение, если число его городов сократится до определённого предела. В случае, если большая держава утратит все свои города или потеряет в некоторых условиях столицу, она будет исключена из списка игроков и больше не восстановится, а все её существующие войска будут мгновенно уничтожены.

### Экономика
В игре есть три ресурса: золото, люди и баллы науки. Золото можно получать, строя мануфактуры в городах. Людские ресурсы прирастают благодаря фермам, а баллы науки образуются в университетах. В каждом городе для строительства есть выбор из 10 зданий, в прибрежных городах — из 12 зданий:
- Казарма — для создания сухопутных войск.
- Учебный лагерь — для создания военачальников, повышающих параметры солдат.
- Ферма — для производства людских ресурсов.
- Триумфальная арка — исключает возможность захвата города путём мятежа.
- Верфь — для строительства и ремонта кораблей (доступна только в портах).
- Маяк — для строительства каперских кораблей и их обнаружения (доступен только в портах).
- Мануфактура — приносит золото.
- Торговый дом — приносит золото, если есть хотя бы один союзник.
- Караульная — для создания партизанских частей и шпионов, а также их обнаружения.
- Госпиталь — для лечения сухопутных войск.
- Университет — для выработки баллов науки и проведения научных исследований.
- Форт — для повышения защиты города. Если форт уже построен, то можно возвести Крепость. Огневая мощь и стойкость городских стен возрастут.

Баллы науки можно потратить на научные исследования в университете: можно провести военное или гражданское исследование, которое улучшит показатели войск (например, усилит огневую мощь или повысит здоровье) или национальной экономики (повысить доходы от мануфактур или ускорить производство войск).

### Войска
Войска делятся на сухопутные и морские. К сухопутным относятся пехота, кавалерия и артиллерия (нанимаются в казармах), а также командующие (нанимаются в учебных лагерях), партизаны и шпионы (нанимаются в караульной). К морским относятся корабли-флагманы (нанимаются в учебных лагерях в портовых городах), фрегаты, транспортные корабли, линейные корабли (строятся на верфях) и каперские корабли (строятся на маяках). Сухопутные корабли могут быть доставлены по морю для захвата вражеских городов и разгрома вражеских войск.
За уничтожения вражеских войск или за захваты городов войска могут повышаться в звании, что, впрочем, не влияет на их боевые способности. У страны могут быть одновременно не более 60 боевых единиц (сухопутных и морских).

#### Сухопутные
Пехота может вести как ружейный огонь, так и сражаться в штыковую (это её особая атака). Она может строиться в четыре вида строя: колонну (эффективна при перемещении), линию (для стрельбы по сухопутным частям или по городским стенам), каре (для борьбы против кавалерии) или рассредоточенный строй (для защиты от артиллерийского огня). Также её можно посадить на корабль, чтобы доставить по морю и высадить.
- Лёгкая пехота отличается невысоким уровнем жизни, но большой подвижностью и дальностью стрельбы. В каждом отряде по 20 человек. Лёгкая пехота Англии — егеря — обладают чуть более высокой огневой мощью по сравнению с другими. Лёгкая пехота Австрии — ландверы — дешевле всего по цене и строятся быстрее всех.
- Фузилёры обладают чуть более высоким уровнем жизни и огневой мощью. Самый сбалансированный вид пехоты. В каждом отряде по 14 человек. Одинаковы у всех стран.
- Гвардейцы обладают невысокой дальность стрельбы, но очень живучи и наносят большой урон в дальнем и ближнем бою. Эффективны против кавалерии. В каждом отряде по 8 человек. Гвардейцы Франции — старая гвардия — обладают самой высокой штыковой атакой по сравнению с другими. Гвардейцы Османской империи — янычары — являются одними из самых дешёвых по сравнению с другими гвардейцами.

Кавалерия может атаковать только в ближнем бою. Её особой атакой является «лавинное нападение»: солдаты строятся клином и затем несутся на врага, сметая всё на своём пути. После такой лавины им нужно будет некоторое время отдохнуть, чтобы снова получить шанс атаковать.
- Гусары обладают высокой скоростью, но невысоким уровнем атаки и жизни. В каждом отряде по 6 человек. Гусары России являются самыми быстрыми в игре.
- Драгуны обладают средней скоростью, уровнем атаки и жизни. Самый сбалансированный вид кавалерии. В каждом отряде по 8 человек. Одинаковы у всех стран.
- Кирасиры обладают низкой скоростью, но большим уровнем атаки и жизни. В каждом отряде по 10 человек. Кирасиры Пруссии — уланы — обладают самой разрушительной атакой в ближнем бою и самой разрушительной лавинной атакой.

Артиллерия может передвигаться только в колонне, а стрелять только в линии. Она обязательна для нападений на города и разрушений их укреплений, а также для атаки по движущимся войскам. Особой атакой является заградительный огонь: огонь по конкретной цели. Артиллерия одинакова у всех
- Конная артиллерия обладает самым высоким темпом огня и скоростью передвижения. Эффективна против пехоты.
- Полевая артиллерия обладает самой высокой дальностью стрельбы. Универсальная артиллерия.
- Осадная артиллерия обладает самой высокой огневой мощью, но при этом минимальной дальностью стрельбы и скоростью передвижения. Эффективна при обстреле кораблей и осаде городов.

Также есть особые сухопутные войска.
- Командующие обладают минимальной живучестью и огневой мощью (могут стрелять только из пистолета с невысоким темпом), но большим радиусом стрельбы и обзора. Все войска, попавшие в зону действия командующего, получают усиленные боевые характеристики.
- Партизаны обладают невысокой огневой мощью, но очень сильной штыковой атакой. Они невидимы, пока их не обнаружат или пока они не атакуют противника. Также они могут пересекать территорию любого государства: враждебного, дружественного и нейтрального.
- Шпионы не могут атаковать никого, но могут следить за союзными, нейтральными и вражескими войсками. Они невидимы, пока их не обнаружат или пока они не атакуют противника. В их возможности за некую сумму денег поднять в городе бунт и заставить его перейти под контроль игрока. Шпионы бесполезны, если в городе есть триумфальная арка или если они пытаются работать в столице.

#### Морские
Корабли строятся на верфях и маяках, но ремонтируются только на верфях. Если учебный лагерь находится в городе, то он может выпускать флагманов.
- Фрегаты являются самыми подвижными кораблями, но обладают невысокой огневой мощью и силой выстрела. Перевозят до 2 боевых единиц.
- Транспортные корабли являются одними из самых живучих. Перевозят до 10 боевых единиц.
- Линейные корабли обладают самой большой огневой мощью, но движутся очень медленно. Перевозят до 2 боевых единиц.
- Флагманы приносят ту же пользу на море, что и командующие сухопутных войск, но при этом обладают огромной живучестью и огневой мощью. Строятся в учебных лагерях. Перевозят до 4 боевых единиц.
- Каперы невидимы до тех пор, пока не атакуют противника. Они могут обнаруживать вражеских каперов и шпионить за чужими войсками. Строятся на маяках. Не перевозят боевые единицы.

### Дипломатия
Каждой из великих держав доступна возможность ведения дипломатических переговоров с одной из пяти других крупных держав. В особом меню игрок может переключиться с карты игрового мира на политическую карту, чтобы узнать о границах других стран и их войсках. Игрок может:
- объявить войну или заключить мир, предложив в последнем случае какие-то уступки стране-противнику,
- предложить заключить союз стране в обмен на уступки,
- предложить обмен ресурсов (золото, люди, баллы науки и даже города) либо же безвозмездно предоставить,
- путём шантажа что-то потребовать (отношения со страной ухудшатся).

Чем хуже отношения, тем ниже шансы на успешное проведение сделки. Некоторое время после заключения союза или перемирия игрок не может объявлять войну новоиспечённому союзнику или бывшему врагу. Зачастую игроку тоже приходят сообщения о предложениях и угрозах. По ходу игры могут возникать угрожающие сообщения от других стран, высказывающих своё недовольство в отношении игрока.

### О сторонах конфликта
Каждая из сторон имеет свои плюсы и минусы.
- Франция обладает хорошо обученной тяжёлой пехотой и небольшим преимуществом в производстве золота.
- Англия обладает большим преимуществом в производстве золота, но недостатком в производстве людских ресурсов. Её войска немного превосходят по огневой мощи всех врагов, а флот имеет серьёзное преимущество.
- Пруссия имеет проблемы в строительстве, поскольку цены на каждое здание выше по сравнению с другими странами, но обладает мощным преимуществом в огневой мощи артиллерии и атаке кавалерии.
- Австрия имеет небольшое преимущество в производстве лёгкой пехоты и стойкости.
- Россия обладает огромным преимуществом в производстве людских ресурсов, а также повышенной стойкостью солдат и городов.
- Османская империя обладает колоссальным преимуществом в стоимости производства войск, но они гораздо слабее аналогов и производятся дольше.

Нейтральные государства не имеют преимуществ, но при захвате некоторых городов с игроком происходят случайные события, по которым он получает дополнительные ресурсы или войска, а также повышает свои доходы. Также в случае захвата столицы (или её освобождения) поступают сообщения о том, что происходит со страной в этом случае (описываются последствия грабежа или сдачи города, а также снижение доходов).